# Spektrumanalysator
En spektrumanalysator er et måleinstrument til at måle et signals frekvensindhold. Hvor et oscilloskop måler signalstyrken som funktion af tiden, så måler en spektrumanalysator signalstyrken som funktion af en varierende filtercenter-frekvens. Filtercenter-frekvensen er centrum i et mere eller mindre smalt selvvalgt båndpasfilter frekvensinterval.
En typisk spektrumanalysator fungerer ved, at den skanner over mange frekvenser og måler om der er noget signal på dem og viser en graf med signalstyrken som funktion af frekvensen. I grafen er frekvensen på x-aksen og signalstyrken på y-aksen.
Dette instrument er et af de vigtigste i et elektronisk laboratorium.

## PC baseret spektrumanalysator
Fra ca. år 2000 er der dukket flere PC baserede spektrumanalysatorer frem nogle endda som selvbyg. Man bør være opmærksom på om softwaren til spektrumanalysatoren virker fornuftigt. Fordelen ved en PC baseret spektrumanalysator er at den kan være fleksibel.

## Teknisk
En stor del af en analog spektrumanalysator fungerer ligesom de fleste radiomodtagere – som en superheterodynmodtager. Herudover er isat en (udkobelbar) forstærker med logaritmisk overføringsfunktion, lige før AM-detektoren.
Ligesom et oscilloskop har spektrumanalysatoren en justerbar savtakgenerator, som styrer superheterodynmodtagerens eventuelle HF-filter og lokaloscillator – og samtidig anvendes savtakgeneratorens signal til at skanne henover skærmen.
Det skal bemærkes, at spektrumanalysatorer normalt har to eller tre blandingstrin med hvert deres filtre for at sikre, at superheterodynmodtageren dæmper eventuelle spejlsignaler meget.
Her er et eksempel på en tripelsuper 0-1,75GHz analog spektrumanalysatorer som selvbyg.